# Dragon Tales
Dragon Tales är en kanadensisk–amerikansk animerad TV-serie som hade premiär den 6 september 1999. I Sverige visas serien på kanalen PBS Kids och CBC Television.
Serien parodierar Spara-Ums.